# 大叶酸藤子
大叶酸藤子（学名：Embelia subcoriacea）为紫金牛科酸藤子属下的一个种。

## 扩展阅读
- 維基物種上的相關：大叶酸藤子